# Jesse González
Jesse González, né le 25 avril 1995 à Edenton aux États-Unis, est un joueur américano-mexicain de soccer. Il joue au poste de gardien de but.

## Biographie

### En club
Il participe à la Ligue des champions de la CONCACAF avec le club du FC Dallas. Le 6 août 2020, après une enquête interne au sein de la MLS, son contrat avec Dallas est rompu après qu'il soit accusé de violence conjugale.

### En équipe nationale
Avec l'équipe du Mexique des moins de 20 ans, il participe au championnat de la CONCACAF des moins de 20 ans en 2015. Lors de cette compétition, il joue cinq matchs. Le Mexique remporte le tournoi en battant le Panama en finale. Il dispute ensuite quelques mois plus tard la Coupe du monde des moins de 20 ans organisée en Nouvelle-Zélande. Lors du mondial junior, il joue deux matchs, contre l'Uruguay et la Serbie.
Avec l'équipe des États-Unis, il participe à la Gold Cup en 2017. Lors de cette compétition, il reste sur le banc des remplaçants. Les États-Unis remportent le tournoi en battant la Jamaïque en finale.

## Palmarès

### En équipe nationale
- Vainqueur du championnat de la CONCACAF des moins de 20 ans en 2015 avec l'équipe du Mexique des moins de 20 ans
- Vainqueur de la Gold Cup en 2017 avec l'équipe des États-Unis

### En club
- Vainqueur de l'US Open Cup en 2016 avec le FC Dallas